# Д (дизель-поезд)
Д (ДП) — серия дизель-поездов, строившихся в 1960—1964 годах венгерским заводом Ганц-Маваг (венг. Ganz–MÁVAG), Будапешт, для железных дорог СССР.
Начиная с 1961 года, дизель-поезда эксплуатировались на Прибалтийской, Донецкой, Московской, Казахской, Одесско-Кишинёвской, Львовской, Октябрьской дорогах для обеспечения пассажирских перевозок в пределах пригородных зон на неэлектрифицированных участках. Всего было построено 89 составов. В ходе эксплуатации поездов данной серии был выявлен ряд конструкционных недостатков, в связи с чем в 1963 году завод-изготовитель приступил к параллельной постройке модифицированной серии дизель-поездов Д1, составность которых была увеличена на один вагон. Последний дизель-поезд серии Д (Д-025) был списан в начале 2000-х. До настоящего времени ни один из дизель-поездов серии Д не сохранился.

## История создания и эксплуатации

### Предпосылки к появлению поезда
В 1956 году на железных дорогах Советского Союза начался этап широкомасштабной электрификации. К началу 1960-х годов на электрифицированных участках железных дорог СССР паровая тяга грузового и пассажирского движения стала заменяться электрической, а на неэлектрифицированных участках — тепловозной. Одновременно с этим, в пригородном сообщении стала вводиться моторвагонная тяга. Тем не менее, на участках, не подлежащих в ближайшие годы электрификации, дизельная моторвагонная тяга, наиболее отвечающая требованиям к обеспечению пригородного пассажирского сообщения на неэлектрифицированных участках железных дорог, не вводилась, поскольку советские машиностроительные предприятия не имели опыта изготовления подвижного состава подобного рода.

### Выпуск
Заказ на изготовление дизель-поездов для обслуживания пригородного и местного пассажирского сообщения был выдан заводу Ганц-Маваг (Венгерская Народная Республика), имевшему значительный опыт производства подвижного состава, в том числе, трёхвагонных и шестивагонных дизель-поездов для железных дорог СССР. С 1960 года на данном предприятии был налажен выпуск трёхвагонных дизель-поездов, получивших первоначально обозначение серии ДП, а затем просто Д. С 1960 по 1964 год заводом МАВАГ было построено 89 дизель-поездов серии Д (номерной диапазон 021—109), то есть 267 вагонов, в том числе, 178 моторных и 89 прицепных:
| 1960 | 1  | 021     | 3 (2+1)     |
| 1961 | 3  | 022—024 | 9 (6+3)     |
| 1962 | 13 | 025—037 | 39 (26+13)  |
| 1963 | 42 | 038—079 | 126 (84+42) |
| 1964 | 30 | 080—109 | 90 (60+30)  |

### Испытания
Первый дизель-поезд № 021 прибыл в Советский Союз в середине 1960 года. Во второй половине 1960 года дизель-поезд проходил полугодовые испытания на Экспериментальном кольце ВНИИЖТ. На период испытаний составу присвоили внешний индекс Д-О, что обозначало Дизельпоезд Опытный. В феврале 1961 года этот дизель-поезд прибыл на Латвийскую железную дорогу в депо Засулаукс. Там он проходил обкатку на участках Рига — Крустпилс и Рига — Елгава. Среднее ускорение поезда при испытаниях составило 0,3…0,4 м/сек2. В ходе опытных поездок единственной выявленной серьезной неисправностью стала поломка масляного насоса. После прохождения опытной эксплуатации, поезд был признан пригодным для выполнения пассажирских перевозок.

### Эксплуатация
Дизель-поезда Д поступили в парк Прибалтийской (Вильнюс-дизельное, Радвилишкис, Калининград), Горьковской (Юдино), Донецкой (Дебальцево-Пассажирская, Попасная), Московской (Лобня), Казахской (Алмата, Караганда), Одесско-Кишинёвской (Одесса-застава, Христиновка, Кишинев, им. Тараса Шевченко), Львовской, Октябрьской (Ленинград-Финляндский, Ленинград-Сорт.-Московский, Выборг), Ташкентской железных дорог, где эксплуатировались для обеспечения пригородных пассажирских перевозок. По состоянию на 1 января 1976 года на железных дорогах СССР находилось 86 дизель-поездов серии Д, из них на Донецкой железной дороге — 17, Казахской — 16, Львовской — 6, Одесско-Кишинёвской — 21, Октябрьской — 11, Прибалтийской — 15.
На протяжении всего выпуска, дизель-поезда окрашивались на заводе по следующей схеме: темно-зеленый низ, и светло-зеленый — выше нижнего уровня окон, границы цветов разделялись золотистой полоской. Скаты крыши окрашивалась в серебристый.
Первый дизель-поезд в серии, Д-021, поступивший в Засулаукс, в начале 1961 года работал на маршруте Рига — Даугавпилс, а на протяжении всего летнего графика 1961 года — на маршруте Рига — Вентспилс. В процессе эксплуатации Д-021 на Латвийской железной дороге на нём сломалась передача и возникли неполадки в дизеле. Осенью 1962 года состав передали в депо Вильнюс-дизельное Литовской железной дороги. Зимой 1962 в депо Вильнюс-дизельное поступили составы Д-022…Д-024. С вводом летнего графика 1962 года эти дизель-поезда обслуживали пригородное движение вильнюсского узла, преимущественно на направлениях Каунас, Швенчёнеляй, Кайшядорис. В мае 1964 года депо Вильнюс-дизельное освоило большой подъёмочный ремонт дизель-поездов Д. Впоследствии, ремонт всех прибалтийских Д проходил на этой площадке.
В 1962 году дизель-поезд Д-034 поступил на Горьковскую железную дорогу в депо Юдино. С 16 ноября того же года поезд стал обслуживать участок Казань — Арск. В 1963 году в Юдино поступили ещё четыре Д (№ 049, 050, 072, 073), а в 1964 — Д-090. Шесть дизель-поездов депо Юдино обслуживали пригородное сообщение Казанского узла до его электрификации, после чего были переданы в депо Ташкент Среднеазиатской железной дороги.
В 1965 году четыре дизель-поезда Д из депо Вильнюс-дизельное в связи с поступлением в парк модифицированных Д1 были переданы в депо Радвилишкис. Там они обслуживали пассажиронапряженный участок Шяуляй — Радвилишкис. С 1966 года в депо Калининград также начинают поступать заводские Д1, в связи с чем в период 1968—1974 годов из Калининграда в Радвилишкис было передано все 10 дизель-поездов Д. После ликвидации пригородного сообщения в Ташкентском узле, в Радвилишкис поступили ещё два Д (№ 034 и 040/053).
В середине 1964 года было решено направить очередную партию дизель-поездов Д на Калининградский узел. Осенью 1964 года в Калининград для обучения бригад и ремонтного персонала был отправлен Д-024, который работал в сцепке с трёхвагонным поездом ДП на участках Янтарный, Багратионовск, Мамоново. В конце 1964 в Калининград прибыли 10 дизель-поездов Д (№ 096…101, 103…106). К 1974 году в депо Радвилишкис было сосредоточено 16 дизель-поездов Д, обслуживавших пригородное движение Шяуляя и Клайпеды, а в 1971—1972 годах — также маршрут Рига — Мажейкяй.
В 1964 году 12 дизель-поездов Д поступили на Октябрьскую железную дорогу в депо Ленинград-Финляндский (№ 080…089) и Ленинград-Сортировочный-Московский (№ 108, 109), где обслуживали неэлектрифицированное приморское направление. В дальнейшем, все эти составы были переданы в депо Выборг.
В ходе эксплуатации были выявлены следующие недостатки поездов: низкая надежность фрикционных муфт силовой передачи, низкое ускорение, недостаточная пассажировместимость. В связи с этим, завод Ганц-Маваг приступил к выпуску четырёхвагонных дизель-поездов серии Д1 (дизель-поезда № 201—295 также имели внешний индекс «Д»), строившихся с 1964 по 1988 год. Основным конструкционным отличием модификации стало наличие более мощного дизеля и гидромеханической передачи.
К началу 1980-х срок эксплуатации дизель-поездов Д ранних номеров истек. Первые три Д, в том числе, Д-021, были списаны в 1980 году. В дальнейшем каждый год списывалось по несколько составов, на замену которым прибывали Д1. Последние дизель-поезда Д на Октябрьской железной дороге (№ 086, 108, 109) были исключены из инвентаря в апреле 1984 года. Последние Д на Прибалтийской железной дороге (№ 098, 104, 106) были исключены из инвентаря в марте 1987 года.
Один из моторных вагонов поезда Д-025, № 3, был переделан в служебную автомотрису путём переоборудования тамбура в хвостовой части вагона во вторую кабину управления, в результате чего вагон получил оригинальный внешний вид. Межвагонный переход у данного вагона был ликвидирован, вместо этого была установлена торцевая стена с тремя лобовыми стёклами, под стёклами были установлены буферные фонари, на крыше — прожектор. Дверные проёмы были заварены, вместо них устанавливались боковые окна кабины. Данная автомотриса работала на Одесской железной дороге и была последним работавшим дизель-поездом серии Д. Как и другие поезда, она также не сохранилась и была разрезана в депо Христиновка в начале 2000-х.
До настоящего времени ни один дизель-поезд Д не сохранился. В 1989 году в депо Радвилишкис находились несколько вагонов Д-101 и Д-106, в дальнейшем они были порезаны. До 2002 года там же находился прицепной вагон Д-021-2, на своих осях и с сохранившимся салоном. В депо Даугавпилс на своих тележках сохранился вагон Д-106-2, используется как сарай. В депо Тбилиси-Пассажирская на своих тележках сохранился кузов головного вагона Д-031.

## Общие сведения

### Составность
Дизель-поезд состоит из двух головных моторных вагонов и одного промежуточного прицепного вагона. Осевая формула — (30—2)+(2—2)+(30—2).

### Нумерация и маркировка
Дизель поезда серии Д получали трёхзначные номера, начиная с 021. Вагоны в составе дизель поезда также получали номера: моторные головные — нечётные 1 и 3, прицепные промежуточные — 2. Маркировка с обозначением серии и номера состава наносилась на лобовой части головных вагонов между буферными фонарями, а также на боковых стенах вагонов над окнами напротив середины пассажирского салона. Маркировка имела вид ДXXX-Y без разделения обозначения серии номера, где XXX — номер поезда, а Y — номер вагона в составе поезда. Например, первый вагон в составе поезда Д-050 имел обозначение вида Д050-1.

### Технические характеристики
Основные параметры для дизель-поезда серии Д:
- Размеры:
  - Длина по осям автосцепок:
    - Поезда — 73 620 мм;
    - Моторного вагона — 24 540 мм;
    - Прицепного вагона — 24 540 мм;
- Масса:
  - Поезда (экипировка) — 165 т;
  - Поезда (рабочая) — 185 т;
  - Моторного вагона — 65,5 т;
  - Прицепного вагона — 37,6 т;
- Число сидячих мест — 282;
- Тяговые характеристики:
  - Часовая мощность главных дизелей — 2×500 л. с.;
  - Конструкционная скорость — 120 км/ч;
  - Минимальный радиус проходимых кривых — 100 м;
  - Ускорение при пуске — 0,3-0,4 м/с2
- Запас:
  - Запас топлива — 2×1280 л;
  - Запас песка — 2×100 кг.

## Конструкция

### Кузов
Кузов вагонов представляют собой жесткую цельнонесущую сварную металлическую конструкцию, основой которой являлась рама. Рама моторного вагона состояла из лобовой, промежуточной и концевой частей. Лобовая часть рамы состояла из сварных балок, усиленных ребрами и поясными листами; в раме был предусмотрен проем, служивший для установки дизеля на моторную тележку. Промежуточная часть рамы состояла из боковых, средних продольных, поперечных и шкворниевых балок. Концевая часть рамы состоит из буферной и поперечной балок, раскосов. Конструкция рамы промежуточного вагона была аналогичной, за исключением отсутствия в ней лобовой части. Кузова вагонов были рассчитаны для эксплуатации на участках с низкими платформами, однако, могли быть приспособлены для эксплуатации на участках с высокими платформами. По концам кузова установлены автосцепки с фрикционными аппаратами, начиная с поезда № 25 устанавливались метельники (составы более ранних номеров метельников не имели). Входные двери раздвижные двустворчатые, имели пневматический привод, управлялись электропневматически из кабины машиниста.

### Ходовая часть
Кузова моторных вагонов опирались на трёхосную движущую и двухосную поддерживающую тележку, кузова прицепных вагонов — на две двухосные тележки. База движущей тележки равнялась 4170 мм, поддерживающей — 2400 мм.
Рамы тележек — сварной конструкции. Нагрузка от кузова на движущие тележки, не имевшие шкворня, передавалась через два направляющих скользуна. Движущими колесными парами трёхосной тележки являлись две крайних. Средняя поддерживающая ось была изогнута и не вращалась, на её конусах размещались роликовые подшипники, на которые устанавливались колеса. Двухосные тележки, помимо скользунов, имели центральный шкворень. Нагрузка от рамы тележки на буксы передавалась через цилиндрические пружины, опирающиеся на подбуксовые балансиры. Все колёса дизель-поезда были выполнены бандажными и имели диаметр по кругу катания без износа 950 мм. Буксы комплектовались роликовыми сферическими подшипниками фирмы SKF (Швеция).

### Дизельный двигатель
На дизель-поезд устанавливался двенадцатицилиндровый четырехтактный бескомпрессорный предкамерный дизельный двигатель системы Ганц — Ендрашик (венг. Ganz — Jendrassik) типа 12 JV 17/24, номинальной мощностью 500 л. с (368 кВт), номинальная частота вращения вала 1250 об/мин. Цилиндры расположены V-образно (угол развала 40°) и имеют диаметр 170 мм, ход поршней — 240 мм, рабочий объём 65,3 л. Цилиндровый блок, картер и поддон дизеля изготавливались из силумина, поршни — из алюминиевого сплава, коленчатый вал — из легированной стали. При номинальной мощности расход топлива составляет 175…192 г/э.л. с. ч; масса сухого дизеля — 3900 кг. Пуск дизеля осуществляется при помощи стартера от аккумуляторной батареи. Порядок работы работы цилиндров — 1—4—2—6—3—5 (левый ряд), 6—3—5—1—4—2 (правый ряд).

### Силовая передача
Силовая передача дизель-поезда — механическая пятиступенчатая типа 540-L5. Вращающий момент от дизеля передавался на движущие колесные пары через главную муфту, пятиступенчатую коробку скоростей, реверсивное устройство и осевой редуктор.
На 1-4-й ступени между входным и выходным валами участвуют в работе две пары шестерен. Передаточное отношение на 1-й ступени (27:61)·(21:47) = 1:5,056, при номинальной частоте вращения коленчатого вала дизеля (1250 об/мин) и диаметре бандажей моторных колесных пар 950 мм скорость дизель-поезда составит 25,45 км/ч, вращающий момент выходного вала составит 15 200 Н·м. На 2-й ступени передаточное отношение равно (35:52)·(21:47) = 1:3,325, скорость поезда — 38,71 км/ч, передаваемый вращающий момент — 9970 Н·м. На 3-й ступени передаточное отношение равно (27:61)·(39:39) = 1:2,259, скорость поезда — 56,97, передаваемый вращающий момент — 6770 Н·м. На 4-й ступени передаточное отношение равно (35:52)·(39:39)=1:1,486, скорость поезда — 86,63, передаваемый вращающий момент — 4480 Н·м; на 5-й ступени входной вал дисками сцепления соединен непосредственно с выходным валом. При движении моторного вагона вперед верхний реверсивный вал соединяется через шестерни с передаточным числом 33:33=1 с распределенным валом, скорость поезда может достигнуть 128,71 км/ч, передаваемый вращающий момент — 3000 Н·м. При движении назад от верхнего реверсивного вала через промежуточную шестерню движение передаётся на нижний реверсивный вал, от него — на распределительный. В этом случае передаточное число равно также 1. Осевой редуктор выполнен с коническими шестернями с передаточным отношением 23:42=1:1,826.

### Электрооборудование
В каждом моторном вагоне размещались: генератор постоянного тока для питания цепей управления, освещения и зарядки аккумуляторной батареи типа EBZh-17/a, генератор постоянного тока типа EH-261 для питания электродвигателя типа EHF-262 вентилятора системы охлаждения, стартер типа FTB18/50R·13 (Bosch), железо-никелевая аккумуляторная батарея типа 2SK-400 емкостью 400 А·ч (напряжение 48 В), контроллер последовательного включения типа X-195, повторяющий контроллер X-953, контакторы SH/SWE 1/4 и другое оборудование. Для пуска дизеля на каждом двигателе установливалось два электростартера типа AL-FTB, представлявших собой электродвигатели постоянного тока со смешанным возбуждением.

### Тормозное оборудование
Тормозное оборудование дизель-поезда — системы Вестингауза, двупроводный, рычажный, колодочного типа. Основной тормоз приводится в действие электропневматически, резервный — пневматически. Тормозящими в моторной тележке являются две крайние, в поддерживающей — обе колесные пары. Расчетное тормозное нажатие на ось моторной тележки составляло 12 тс, на ось тележек прицепного вагона — 9 тс. Тормозной компрессор дизель-поезда был трёхцилиндровым двухступенчатым типа VV-100/100, производительностью 730 л/мин при скорости вращения вала 1000 об/мин.

### Интерьер
В моторных вагонах за кабиной машиниста располагалось машинное отделение, за ним — багажное отделение с 5 откидными местами и тамбур, далее — пассажирский салон, за которым размещался туалет и второй тамбур. В прицепных вагонах большая часть внутреннего пространства была отведена под пассажирский салон, с двух сторон от которого располагались тамбуры.
Основную площадь пассажирского салона занимают 2-х и 3-х местные диваны, расположенные по обе стороны от центрального прохода. Места для сидения были жёсткими, за исключением нескольких составов ранних номеров (№ 024, 025, 026, 027, 030, 032). Рамы диванов изготавливались из труб и стальных уголков, и покрывались деревянными рейками из бука.
В пассажирском салоне моторного вагона предусматривалось 72 места для сидения, в прицепном — 128. Выше уровня окон к стенкам крепились полки для размещения багажа, изготавливавшиеся из алюминиевого проката. Освещение салона осуществлялось плафонами, размещенными в два ряда над диванами.

## Обслуживание дизель-поезда

### Управление
Управление дизель-поездом ведётся с одного из двух постов управления, расположенных в головных частях моторных вагонов. Управление дизель-поездом осуществлялось при помощи контроллера машиниста и электропневматической аппаратуры. Контроллер типа KV6/V имел 9 позиций: 0, C, S, A, 1, 2, 3, 4, 5. В позиции 0 все электрические цепи управления поездом разомкнуты. В положении С производился пуск дизеля и реверсирование. В положении S происходило увеличение числа оборотов коленчатого вала с 550…600 до 850…900 об/мин. В положении A поезд двигался с малым ускорением, в положениях 1—4 — со средним, в положении 5 — с высоким. На дизель-поезде устанавливалось устройство контроля бдительности машиниста типа «Дедмен», которое автоматически останавливало поезд в случае, если машинист во время движения переставал нажимать на рукоятку бдительности.

### Техническое обслуживание и ремонт
Техническим обслуживанием дизель-поезда является комплекс работ по поддержанию состава в состоянии технической исправности и готовности к работе. В соответствии с приказом МПС № 10Ц от 18 февраля 1981 года, периодичность технического обслуживания дизель-поезда Д устанавливалась: в объёме ТО-1 — при приемке и сдаче поезда; в объёме ТО-2 — не более 48 часов; в объёме ТО-3 — не более 10 суток.
Ремонт дизель-поезда включает комплекс работ по восстановлению исправности и работоспособности состава. В соответствии с тем же приказом, периодичность текущего ремонта дизель-поезда Д устанавливалась: в объёме ТР-1 — 2 месяца; в объёме ТР-3 — каждые 120 000 км, но не более 12 месяцев; в связи с незначительными пробегами между ТР-3, ремонт в объёме ТР-2 для дизель-поездов Д не производился. Периодичность капитального ремонта устанавливалась: в объёме КР-1 — 480 000 км, но не более 4 лет; в объёме КР-2 — 960 000 км, но не более 8 лет. Капитальный ремонт дизель-поездов Д проводил, в том числе, Великолукский локомотиворемонтный завод.
Локомотивная бригада дизель-поезда состояла из двух человек: машиниста и помощника. Машинист находится в кабине головного вагона, помощник в зависимости от местных условий — в кабине головного или хвостового вагона. Кроме локомотивной бригады, поезд обслуживали один или два проводника в зависимости от его назначения.

## Дизель-поезд Д1
В 1963 году завод Ганц-Маваг приступил к параллельному выпуску дизель-поездов Д1, состав которых был увеличен на один прицепной вагон. Многие детали и узлы дизель-поездов были аналогичны. Основным отличием модификации стало наличие более мощного дизеля и гидромеханической передачи. В моторных вагонах дизель-поезда устанавливались четырёхтактные предкамерные двенадцатицилиндровые дизельные двигатели типа Ganz-Jendrassik 12 VFE 17/24 (номинальная мощность 730 л. с., номинальная частота вращения вала 1250 об/мин) с газотурбинным наддувом. Передача дизель-поезда — гидромеханическая трехступенчатая типа HydroGanz HM612-22. Кроме того, начиная с Д1-376 были внесены изменения в конструкцию движущей тележки. Конструкционная скорость поезда — 128 км/ч, максимальная эксплуатационная — 120 км/ч. Количество мест для сидения — 410 (начиная с Д1-306 по Д1-400). Серия строилась до 1988 года, всего построено 605 составов (номерной диапазон 201—805).